# Jungle Strike
 (mars 2024).
Si vous disposez d'ouvrages ou d'articles de référence ou si vous connaissez des sites web de qualité traitant du thème abordé ici, merci de compléter l'article en donnant les références utiles à sa vérifiabilité et en les liant à la section « Notes et références ».
Jungle Strike est un jeu vidéo d'action développé par High Score Production et édité par Electronic Arts en 1993. Initialement sorti sur Mega Drive et Super Nintendo, il a par la suite été commercialisé sur Amiga, Amiga CD32, DOS, Game Gear et Game Boy.
Il s'agit de la suite de Desert Strike: Return to the Gulf.

## Synopsis
L'histoire est la suite directe de Desert Strike. Ibn Kilbaba, fils du général du même nom qui est mort à la fin de Desert Strike, s'est associé à un baron de la drogue sud-américain, Carlos Ortega, pour se venger de ce que les États-Unis ont fait à son père. Le joueur incarne le même pilote que dans le précédent opus. Cette fois-ci à bord d'un hélicoptère Comanche, il doit arrêter les deux hommes dans leur projet d'une attaque nucléaire contre les États-Unis.
À noter la présence de Bill Clinton lors de la première campagne et le briefing à la fin de celle-ci.

## Système de jeu
Le gameplay a peu évolué depuis Desert Strike, les contrôles de l'hélicoptère sont toutefois moins rigides, et il est à noter que la durée de vie a considérablement augmenté à cause d'une difficulté plus relevée et surtout un nombre de campagnes qui est passé de 4 à 9. Ces campagnes se déroulent dans des lieux beaucoup plus variés que le sable du moyen-orient passant d'une ville à une jungle en passant par un rivage.
Parmi les nouveautés figure la possibilité de piloter d'autres véhicules à savoir un Aéroglisseur, un chasseur furtif F-117 et une moto.
Une carte accessible à tout moment au cours du jeu permet de connaitre la position du joueur, de ses ennemis, des alliés, du ravitaillement carburant et munitions et de connaitre l'état de son hélicoptère.
Le Comanche possède 1000 points d'armure et peut embarquer au maximum 8 Hellfires, 38 Hydras, et 1000 munitions pour le Canon M230.

## Versions
- 1993 - Mega Drive, Super Nintendo ;
- 1994 - Amiga, CD32 (Hyperial, Ocean Software) ; il existe en plus de la version pour Amiga ECS une version labellisée Amiga AGA mais cette dernière fonctionne en réalité sur tout Amiga pourvu de 2Mio de mémoire CHIP[1].
- 1995 - DOS (Gremlin Interactive, Gremlin Interactive) ;
- 1995 - Game Boy (Malibu, Ocean Software).

## Accueil
- Joypad : 89 % (Super Nintendo)[2]